# Tomlinsonia mclaughlinae
Tomlinsonia mclaughlinae is een rankpootkreeftensoort uit de familie van de Trypetesidae. De wetenschappelijke naam van de soort is voor het eerst geldig gepubliceerd in 2006 door Williams & Boyko.